# Bopyrissa fraissei
Bopyrissa fraissei là một loài chân đều trong họ Bopyridae. Loài này được Carayon miêu tả khoa học năm 1943.